# Coneixement situat
El coneixement situat és una noció conceptualitzada per la biòloga i filòsofa feminista Donna Haraway el 1988 com una reacció contra la concepció dominant de l'objectivitat científica segons la qual la científica podria "veure-ho tot des del no-res", i en reacció contra el relativisme que arruïna les pretensions de l'objectivitat posant totes les opinions en peu d'igualtat. El coneixement situat implica qüestionar la posició del subjecte productor de coneixement, els límits de la seva visió i les relacions de poder en què està implicat. És prenent consciència de la situació de l'estudiós i del "lloc des del qual parla" que tenim possibilitats d'assolir una major objectivitat.
Donna Haraway va encunyar el concepte "coneixement situat" en un assaig de 1988 titulat Situated Knowledges: The Science Question in Feminism and The Privilege of Partial Perspective (Coneixement situat: la qüestió de la ciència en el feminisme i el privilegi de la perspectiva parcial).

## Oposició a l'objectivitat científica tradicional

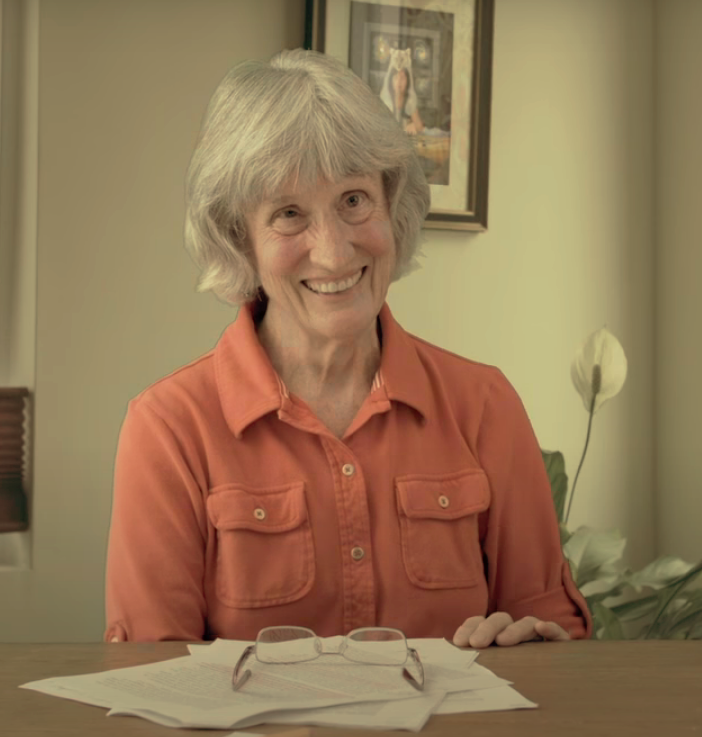
Biòloga i filòsofa Donna Haraway, que va conceptualitzar la noció de coneixement situat.

El coneixement científic sol pretén donar compte de la realitat de manera objectiva, independentment de la situació i les circumstàncies en què es va produir el coneixement. Així, segons aquesta concepció positivista, la llei universal de la gravitació, per exemple, es podria dissociar del context històric i geogràfic del seu descobriment. Només quan el coneixement resulta inexacte o queda obsolet, busquem explicacions per a l'error científic en mitjans tècnics insuficients o en la ideologia de l'època. Segons la teoria del coneixement situat, fins i tot el coneixement més valuós depèn en realitat de mitjans materials, conceptuals, socials, particulars i parcials.
Donna Haraway segueix els passos dels corrents (epistemologia feminista, sociologia de la ciència) que havien qüestionat l'objectivitat, una perspectiva que constitueix, segons aquests corrents, un instrument de poder, i la neutralitat dels quals només és aparent. L'objectivitat vol ser una visió desinteressada "des de dalt, des del no-res", capaç de comptabilitzar-ho tot. Les seves reivindicacions universalitzadores en realitat, però amaguen una situació concreta, “masculina, blanca, heterosexual, humana”. Donna Haraway es refereix a "la màgia divina", o "la cosa de déu", "el truc de Déu", aquesta afirmació d'una visió total que nega el seu caràcter parcial, i deslegitima així les alteritats i altres posicions, jutjades com a subjectives i massa limitades.

## Oposició al relativisme
Haraway descriu el relativisme com la posició d'un productor de coneixement que afirma "no estar enlloc mentre fingeix estar a tot arreu també". Aquesta erudició que es nega a situar-se, i que considera igualment vàlids tots els punts de vista divergents, no pot afirmar tenir accés a un coneixement més objectiu.
El coneixement situat apareix com una alternativa a l'oposició dualista entre objectivitat científica i relativisme.
Haraway escriu: "Creiem que el coneixement situat és una 'eina forta' que preserva les pretensions d'objectivitat, sense realitzar "el joc de mà diví". El coneixement situat requereix una consciència clara de com es construeixen els punts de vista i la seva contingència, però no accepta la idea que el coneixement és simplement una qüestió d'opinió».

## La perspectiva parcial

### Crítica a la mirada de l'observador invisible
Donna Haraway analitza la imatge de la visió que subjau a la concepció convencional de l'objectivitat; la visió dominant de l'objectiu après apareix com "una mirada conqueridora que ve del no-res". L'observador "neutre" es defineix pel fet que veu millor que els altres o més enllà, però alhora es fa invisible, ja que segons D. Haraway "ho representa tot mentre escapa de la representació". Aquest observador és incorpori, però, no té cos i descriu i mesura els cossos dels altres. Donna Haraway percep en el "joc de mà diví" un procés que "allunya el subjecte coneixedor de tothom per exercir el poder sense obstacles".

### La visió parcial d'un observador encarnat
La perspectiva parcial implica que l'observador, abandonant la vista des de dalt, qüestiona la seva posició i es diu a si mateix: com es veu? Des de quin lloc? Quins són els límits del punt de vista? Amb qui mirar? Quins obstacles ens impedeixen veure? Quins sentits es poden utilitzar a part de la vista? Si bé es podria pensar que la perspectiva privilegiada és l'omniscient i que tot ho veu, Donna Haraway afirma paradoxalment que "només una perspectiva parcial assumint el mateix punt de vista es promet una visió objectiva i honesta».
La visió parcial s'encarna, implicant un cos, situat en un lloc concret, se sap incomplet, és conscient de procedir a una organització de la realitat i a una divisió determinada. Està atenta a les relacions de dominació que intervenen en aquesta divisió. Així, la perspectiva parcial implica la responsabilitat del subjecte productor de coneixement. Donna Haraway és sensible a l'element de violència en les pràctiques de visualització, i quan es mira el món per descriure-ho, diu, cal fer-se aquesta pregunta: "Amb la sang de qui es van modelar els meus ulls?».

## La perspectiva privilegiada dels grups temàtics
Les posicions dels grups minoritaris, estan sotmesos i determinats inades pel gènere, la racialització, la pertinença a una classe social, a un poble, etcètera. Produeixen coneixement "dominat" ("coneixement subjugat") normalment es considera de valor inferior, que es podria ignorar sense dany. Però Donna Haraway afirma, al contrari, que les perspectives parcials del subjecte tenen un privilegi epistemològic sobre la perspectiva suposadament imparcial del discurs científic dominant.

### Justificacions d'aquest privilegi
El motiu principal de la superioritat (en interès epistemològic) de les perspectives parcials de la minoria és que aquestes persones sotmeses, per la seva posició, tenen un pensament més crític. D'una banda, la seva visió "des de baix" els porta a deconstruir discursos totalitzadors, falsament universalistes, com el de "Coneixen una o dues coses", escriu D. Haraway, "sobre les maneres de negació mitjançant la repressió, l'oblit i els actes de joc de mà -maneres de no estar enlloc mentre pretenen veure-ho tot-, els sotmesos tenen moltes possibilitats d'atrapar el vent de "el joc de mà diví", totes les seves il·luminacions enlluernadores". D'altra banda, la seva marginació epistèmica els fa en principi més conscients del caràcter interpretatiu de tots els coneixements, inclòs el propi, i menys inclinats a negar-se a qüestionar alguns dels seus postulats. Els punts de vista "oprimits" són, doncs, privilegiats perquè ofereixen una major garantia d'objectivitat.

### Límits d'aquest privilegi
Hi ha el risc que l'erudit sotmès esdevingui pres de la seva perspectiva parcial i digui "Sóc X, per tant, puc parlar de X". Per a Donna Haraway, tancar-se en el mateix punt de vista, com un grup oprimit pot estar temptat de fer, i ignorant el mateix punt de vista (imaginant-se que no existeix), temptació contrària a la qual pot cedir un grup dominant, aquestes dues actituds de negació, encara que oposades, són equivalents. En ambdós casos, el subjecte productor de coneixement s'oblida de qüestionar la seva posició, és irresponsable en el seu acte de descriure la realitat. El filòsof associa el coneixement situat amb l'exigència d'un "compromís amb un posicionament mòbil".

## Maneres de conciliar perspectives parcials i una forta objectivitat
El coneixement situat de vegades es devalua perquè es considera subjectiu. Sandra Harding ha fet molt per defensar la idea d'una forta objectivitat del coneixement situat. Segons aquest filòsof, dos principis fonamentals haurien de permetre la construcció del coneixement objectiu:
- El principi de reflexivitat, en virtut del qual els científics analitzen el seu propi posicionament respecte al seu objecte.[8]
- Admetre que la seva posició s'ha d'explicar i contextualitzar, que no és evident.[13]
- El principi de la multiplicació de punts de vista dins dels cercles científics.[14]
- La diversitat de grups socials que participen en la producció de coneixement és una manera de trencar la universalització de consideracions pròpies dels grups dominants, fet possible per una comunitat científica massa homogènia.[13]
- Com més diversos orígens socials provenen els científics, més probable és que les perspectives científiques que adopten siguin variades, i l'objectivitat de la ciència està millor assegurada.[15]

Una forta objectivitat depèn d'un pensament crític que es desplega en dues direccions: autoanàlisi crítica del seu posicionament per part dels científics, i la crítica als biaixos que afecten el discurs científic dominant, fet possible per la multiplicació dels punts de vista expressats.
Donna Haraway comparteix amb les teories de punt de vista l'interès pel subjecte productor de coneixement, i no només per l'objecte de coneixement.
Donna Haraway està especialment a prop del feminisme des del punt de vista: el seu text sobre coneixement situat va aparèixer a la revista Feminist Studies i va tenir un paper central en la "Estudis científics feministes". Però mentre que el feminisme de punt de vista planteja una homogeneïtat dels punts de vista de les dones, Donna Haraway presta més atenció en el seu treball conceptual a les dones racialitzades i les minories sexuals, que segons ella no haurien de ser "sotmeses a una altra relació de dominació per part de dones heterosexuals blanques que parlarien des del punt de vista de les dones en general". Va recollir contribucions teòriques del feminisme negre, com les de Patricia Hill Collins. El coneixement situat al seu torn ha contribuït a fonamentar teòricament la investigació que té en compte l'experiència d'opressió de les dones negres, així com la investigació feminista islàmica que pretén "descolonitzar el feminisme occidental", i que afirmen la possibilitat de plantejar la qüestió de la igualtat de gènere en termes concrets. Donna Haraway va proposar així el coneixement situat com una alternativa a una teorització feminista més convencional que pensava que podia parlar en nom de "totes les dones".
D. Haraway generalment es distingeix des de les epistemologies de punt de vista, segons Charis M. Thompson, a través del seu èmfasi en el privilegi de les perspectives parcials, i una major vigilància metodològica respecte a les perspectives privilegiades dels grups sotmesos. Haraway adverteix així contra la idealització de la posició del subjecte oprimit. Detecta el risc d'una homogeneïtzació de la posició dels subjectes tributaris que, segons ella, no constitueix la resposta correcta a "la violència de les epistemologies dominants". Insisteix, doncs, en l'examen crític d'aquestes posicions, un examen necessari perquè conserven el seu privilegi epistemològic. Charis M. Thompson considera que el coneixement és "més dinàmic i híbrid que altres epistemologies que prenen seriosament la posició del subjecte coneixedor.